# Heo Sol-ji
Heo Sol-ji (hangul: 솔지; Seongnam, Provincia de Gyeonggi, 10 de enero de 1989), más conocida como Solji, es una cantante y modelo surcoreana. Es conocida por ser la líder del grupo femenino surcoreano EXID. Debutó en 2006 en un dúo de balada llamado 2NB. Pertenece al subgrupo Solji&Hani, junto a su compañera Hani.

## Biografía
Trabajó como entrenadora vocal. 
Debutó en 2006 formando parte de 2NB. Tras la disolución del dúo, Solji quiso ser solista durante un tiempo y actuar sin la compañía de nadie en el mundo de la música. 
Después de años decidió dar un gran paso en su carrera como artista y comenzó a ser aprendiz de AB Entertainment. 
Más tarde, con la salida de Hye Yeon, U-JI y Hae Ryung (BESTie) de EXID, Shinsadong Tiger hizo que formara parte del grupo K-Pop.

## Carrera

### 2006-2012
En 2006 debutó como miembro del dúo, 2NB, junto a Hyun Zoo y con la canción, The First Scent (El Primer Aroma). Fue creada por 2B Entertainment en Corea del Sur y fue disuelto en 2012.
En abril del mismo año Solji acabó formando parte de EXID junto a Hyerin, después de la salida de tres de las miembros del grupo.

### 2013
En febrero de 2013 se anunció la formación de la subunidad, Dasoni, en la que formaba parte junto a  Hani. 
Su primer sencillo fue "Good Bye", el cual promocionaron en varios shows musicales.

## Filmografía

### Programas de variedades
| Año  | Título                                     | Canal       | Notas                                                   |
| ---- | ------------------------------------------ | ----------- | ------------------------------------------------------- |
| 2014 | Weekly Idol                                | MBC Every 1 | Con las miembros de EXID                                |
| 2015 | King of Mask Singer                        | MBC         | participó como "Self-Luminous Mosaic" (ep. 1, + Piloto) |
| 2015 | Top Gear Korea                             | XTM         | Con Park Jung Hwa y Hani                                |
| 2015 | 100 People, 100 Song                       | JTBC        | Con Park Jung Hwa                                       |
| 2015 | 100 Songs Challenge                        | SBS         | Con Hani                                                |
| 2015 | 1000 Songs Challenge                       |             | Con Hani                                                |
| 2015 | Moon Hee Jun Pure 15+                      | Mnet        | Con Hani                                                |
| 2015 | War of Words                               | JTBC        | Con Hani                                                |
| 2015 | Weekly Idol                                | MBC Every 1 | Con las miembros de EXID                                |
| 2015 | My Little Television                       | MBC         |                                                         |
| 2015 | Weekly Idol                                | MBC Every 1 | Con las miembros de EXID                                |
| 2015 | Witch Hunt                                 | JTBC        |                                                         |
| 2015 | 1vs.100                                    | KBS         |                                                         |
| 2016 | Duet Song Festival                         | MBC         | Con Doo Jin Soo                                         |
| 2016 | Baek Jongwon's 3 Great Chefs               | SBS         | Con las miembros de EXID                                |
| 2016 | Healing Camp                               | SBS         |                                                         |
| 2016 | Mukbang Star Rally                         | SBS         | Con Hyerin                                              |
| 2016 | Bon Boon Olympics                          | KBS         | Con Hani                                                |
| 2016 | Idol & Family National Singing Competition | KBS         |                                                         |
| 2016 | The Capable Ones                           | MBC         |                                                         |
| 2016 | Weekly Idol                                | MBC Every 1 | Como amiga de Hani                                      |
| 2016 | Duet Song Festival                         | MBC         | Con Doo Jin Soo                                         |
| 2016 | Battle Trip                                | KBS 2TV     | Con Hani                                                |
| 2016 | Sugar Man                                  | JTBC        | Ep. 32 con Hani                                         |
| 2016 | King of Mask Singer                        | MBC         | jueza invitada, (ep. # 53-54)                           |
| 2018 | King of Mask Singer                        | MBC         | participó como "Dongmakgol Girl", (ep. # 163-174)       |
| 2019 | Running Man                                | SBS         | invitada junto con Hani                                 |